# Pietro Gasperoni
Pietro Gasperoni (Novafeltria, 25 dicembre 1947) è un sindacalista e politico italiano.

## Biografia
Sindacalista della CGIL, dal 1985 è segretario generale della Camera del Lavoro di Fano e dal 1990 diventa segretario generale della CGIL delle Marche, ruolo che mantiene fino al 1996. 
Viene eletto per la prima volta deputato alle elezioni politiche del 1996 con il Partito Democratico della Sinistra; in tale legislatura è stato membro della XI Commissione lavoro pubblico e privato. Alle elezioni politiche del 2001 è rieletto deputato con i DS, nella legislatura è ancora membro della XI Commissione, andando a ricoprire anche il ruolo di segretario. Termina il suo mandato parlamentare nel 2006. È responsabile lavoro per la segreteria nazionale DS, fino allo scioglimento del partito nel 2007.